# Mischgliom

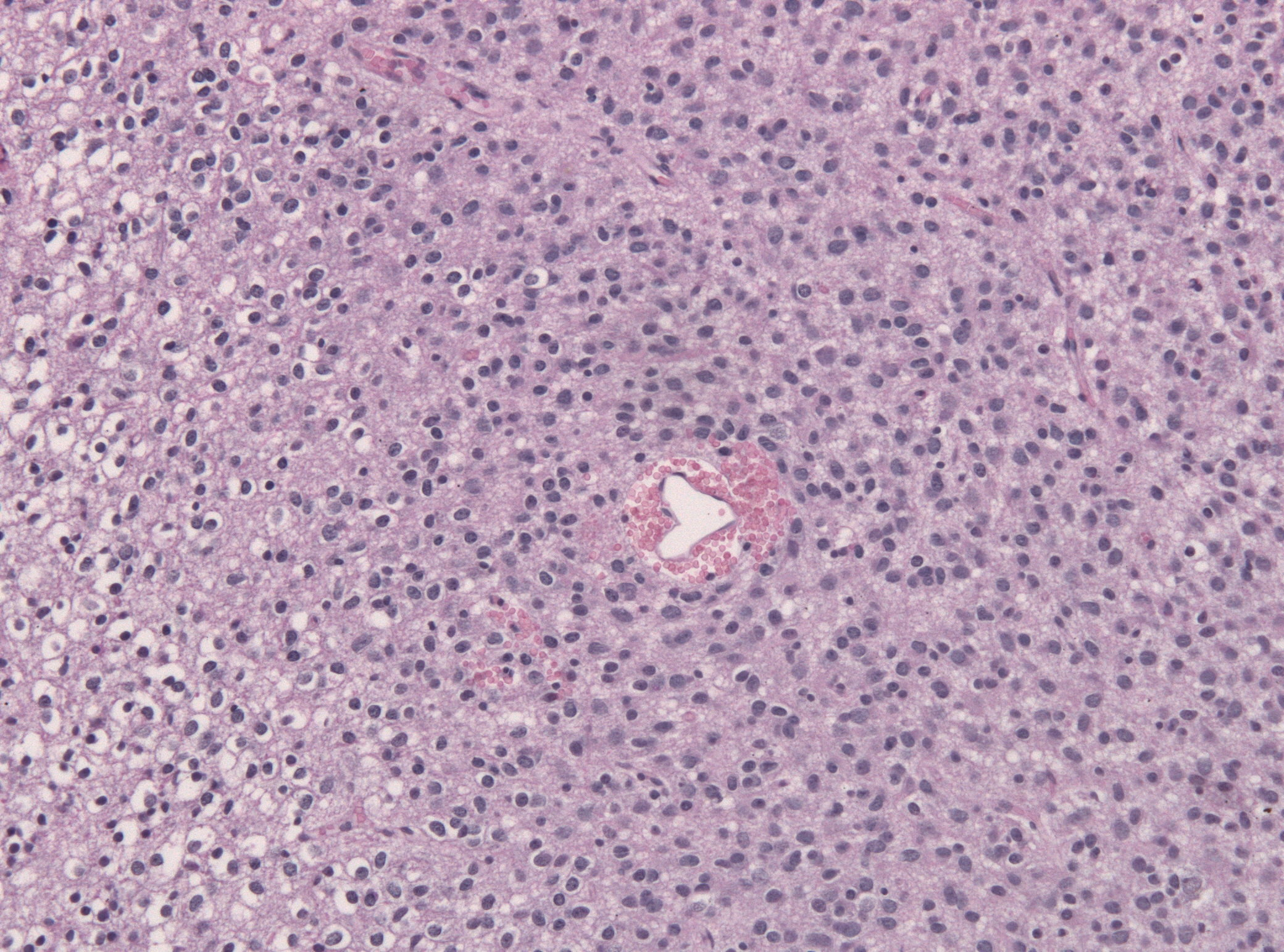
Links oligodendroglial differenzierte hellzellige Tumorzellen, rechts astrozytäre Morphologie mit kurzen Fortsätzen

Mischgliome oder Oligoastrozytome sind diffuse Gliome des mittleren Erwachsenenalters, welche histologisch Oligodendrogliomen und Astrozytomen ähneln. Durch molekulargenetische Testungen können die Tumoren fast immer einem der beiden Typen zugewiesen werden. Seit der Revision der vierten Fassung der WHO-Klassifikation der Tumoren des zentralen Nervensystems von 2016 wird die Diagnose Oligoastrozytom, nicht näher bezeichnet nur noch dann empfohlen, wenn eine solche Testung nicht möglich ist.
In Einzelfällen wurden auch Tumoren mit beiden Zelllinien molekulargenetisch nachgewiesen, diese können als dual-genotype oligoastrocytoma, not elsewhere classified (‚Oligoastrozytom mit doppeltem Genotyp, andernorts nicht klassifiziert‘) bezeichnet werden.